# 分支酸
分支酸（英語：Chorismic acid）是一种在植物和许多微生物中重要的生物化学中间体，是一个生物合成前体，用于合成：
- 芳香族的氨基酸：苯丙氨酸、色氨酸以及酪氨酸
- 吲哚，以及吲哚衍生物，如色氨酸等
- 2,3-二羟基苯甲酸（DHB），用于肠菌素的生物合成
- 植物激素、水楊酸[1]
- 许多生物鹼和其他族的代謝產物
- 叶酸的前体：对氨基苯甲酸（pABA）
- 植物和微生物的维生素K和叶酸的生物合成。

其名称chorismic来自于一个古典希腊词：χωρίζω  意思是“分开”，因为该化合物是芳香族氨基酸与其它物质的生物合成途径的分支点。

## 生物合成
莽草酸 →莽草酸-3-磷酸→5-烯醇丙酮莽草酸-3-磷酸
分支酸合酶催化化学反应5-烯醇丙酮莽草酸-3-磷酸→分支酸+磷酸盐。

## 代谢
分支酸可通过氨基脱氧分支酸合酶与氨基脱氧分支酸裂解酶转化为对氨基苯丙酸。
分支酸裂解酶可将分支酸裂解成对羟基苯甲酸和丙酮酸。这一酶促反应是大腸桿菌和其他革兰氏阴性的细菌泛醌生物合成的的第一步。